# Bến Ngư Phủ, San Francisco

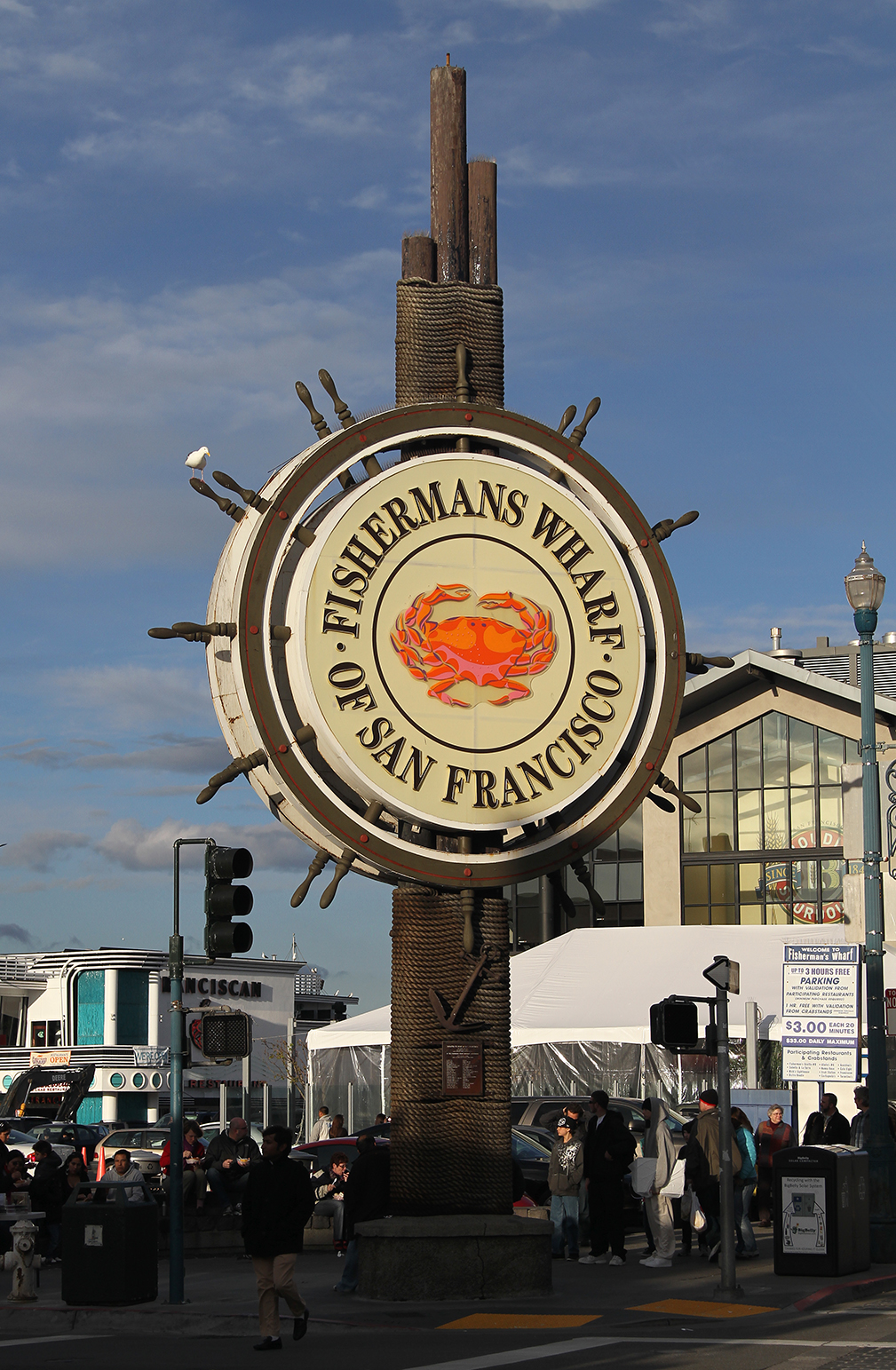
Bảng hiệu Fisherman's Wharf

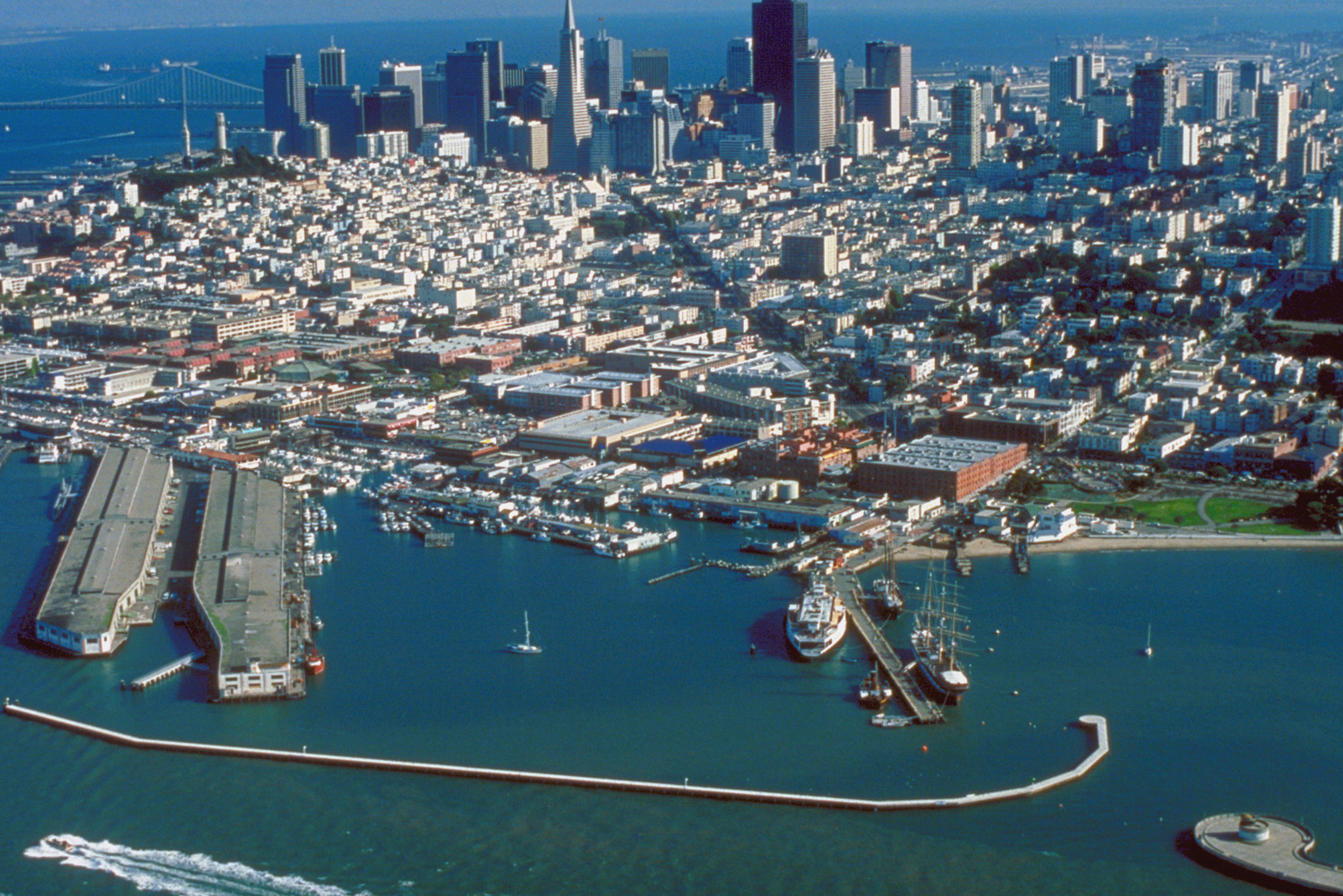
Bến Ngư Phủ nhìn từ trên cao

Fisherman's Wharf là một khu phố và là điểm thu hút khách du lịch ở thành phố San Francisco, California, Hoa Kỳ
Khu vực này gần như bao gồm vùng bờ nước của San Francisco từ quảng trường Ghirardelli hay phía đông phố Van Ness đến Bến cảng 35 hay phố Kearny. Khu vực này được biết đến nhiều nhất do là nơi có bến cảng 39, công viên lịch sử hàng hải quốc gia, trung tâm mua sắm Cannery, quảng trường Ghirardelli, một bảo tàng Ripley's Believe it or Not, Musée Mécanique, bảo tàng sáp tại Bến Ngư Phủ, đảo Forbes và các nhà hàng và quầy hàng phục vụ hải sản, đáng chú ý nhất là cua hấp.
Giao thông kết nối khu vực này với trung tâm thành phố có xe cáp điện chạy qua công viên lịch sử hàng hải quốc gia San Francisco. Các khu vực đáng chú ý khác của San Francisco như Phố Tàu, phố Lombard và North Beach nằm gần Bến Ngư Phủ.

## Hình ảnh

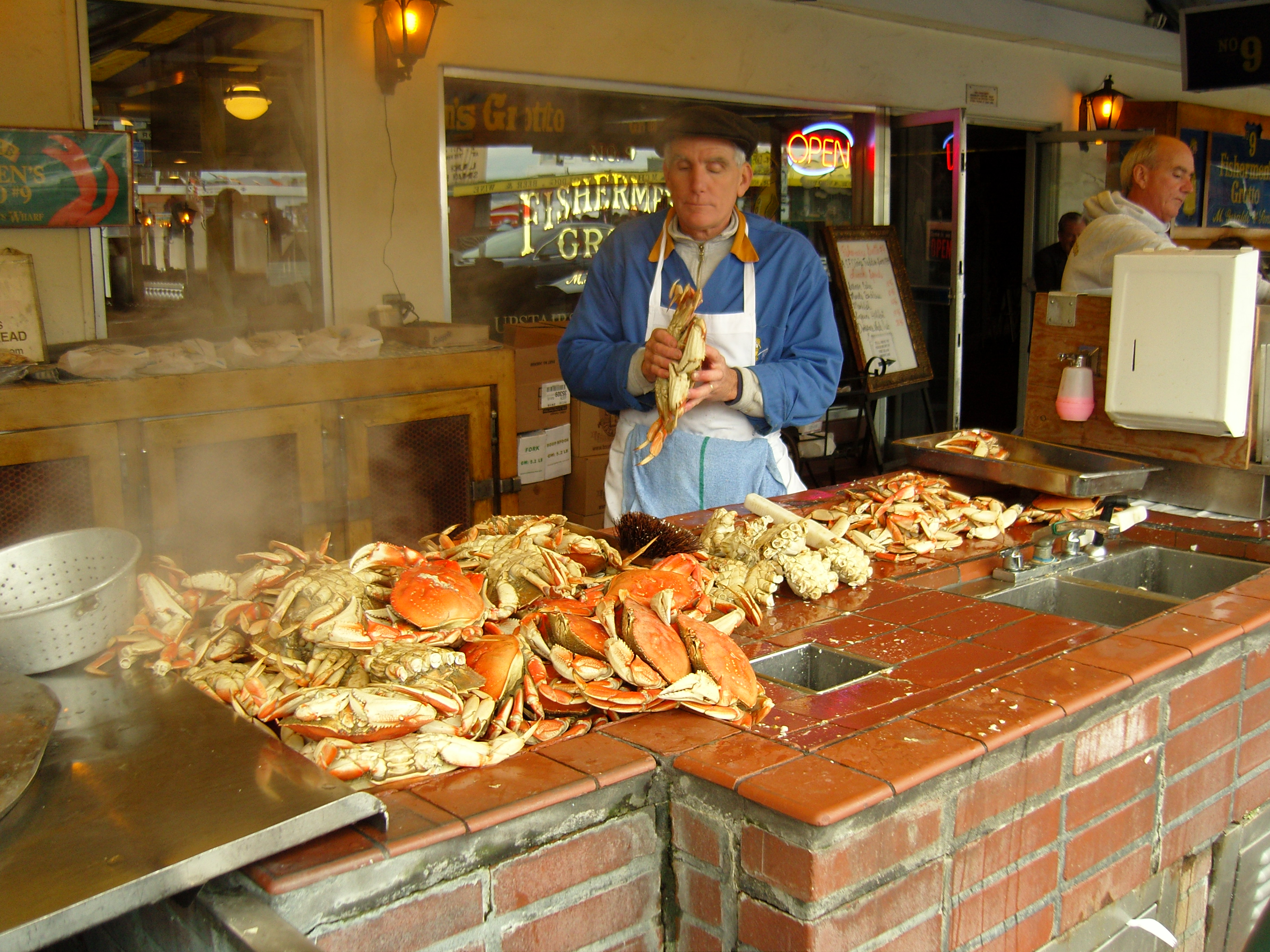
Cua Dungeness bán ở Bến Ngư Phủ
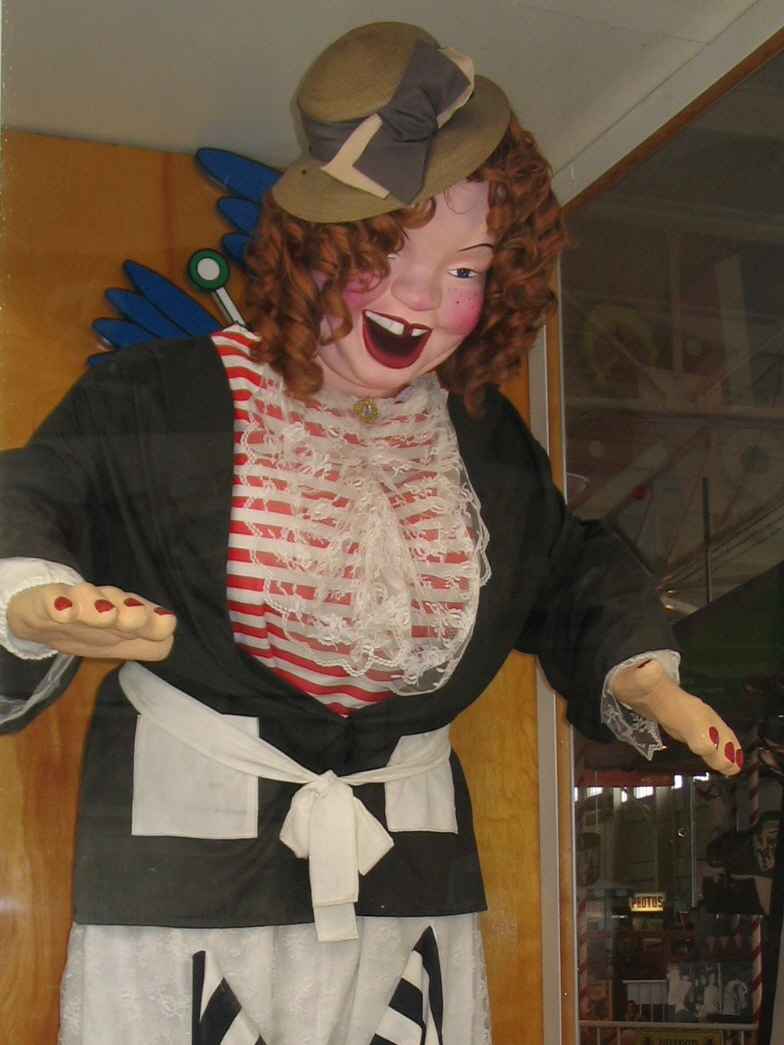
Laffing Sal tại Musée Mécanique
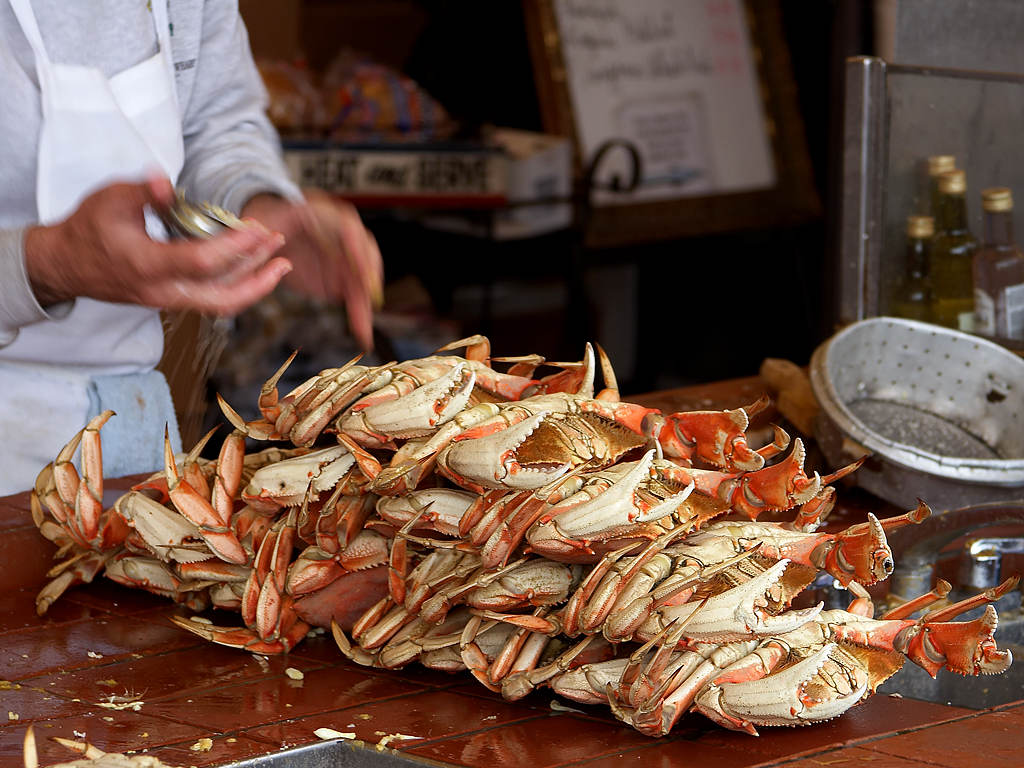
Cua Dungeness ở trước Bể cá cảnh của Vịnh ở Fisherman's Wharf